# Folkeopstanden 17. juni 1953
Folkeopstanden den 17. juni 1953 var et folkeligt oprør, som brød løs i DDR den 17. juni, og som blev slået brutalt ned af Sovjetunionen. Opstanden opstod i forbindelse med en strejke blandt bygningsarbejdere i Berlin den 16. juni og spredte sig til resten af landet. Selv efter indsættelse af kampvogne mod opstanden fortsatte protesterne i dagene efter.
Opstanden blev af Vesten fremhævet som symbolet på, at DDR og hele østblokken var styret af hensynsløse diktaturer, der med hjælp fra Sovjetunionen undertrykte deres befolkninger. Til minde om den østtyske befolknings opstand, erklærede BRD i 1954 dagen til nationaldag. Fortsættelsen af den berømte allé Unter den Linden, der lå i Vest-Berlin, blev også omdøbt til Straße des 17. Juni. Efter genforeningen blev dagen national mindedag.

## Baggrund
I juli 1952 blev SED's 2. partikongres afholdt i Øst-Berlin. Kommunistlederen Walter Ulbrichts mål var at gennemtvinge en gennemgribende reformering af samfundet efter sovjetisk model og derigennem også en væsentlig styrkelse af statsmagten under mottoet "planmæssig opbyggelse af socialismen".
Det indebar bl.a. at de fem delstater blev omdannet til 14 distrikter (plus Øst-Berlin), men især at middelklassens bønder, selvstændige erhvervsdrivende og håndværkere blev angrebet og forsøgt tvunget til at opgive al selvstændig virksomhed og underlægge sig den østtyske planøkonomi.
Denne beslutning blev truffet på baggrund af den katastrofale økonomiske situation i DDR. Som følge af at Sovjetunionen gennemtvang en militarisering af DDR, voksede de militære udgifter kraftigt og udgjorde allerede i 1952 ca. 11 % af statsbudgettet. Kombineret med systematisk overførsel af værdier til Sovjetunionen blev udgifterne over 20 %. SED's økonomiske politik prioriterede sværindustrien på bekostning af fødevare- og forbrugsindustrien. Det førte til stor mangel på de mest nødvendige varer.
Den dramatiske befolkningsflugt fra DDR udgjorde både et økonomisk og et socialt problem. Andre faktorer til stor utilfredshed og et vanskeligt politisk klima var det høje antal fanger og undertrykkelsen af kirkelige organisationer som ungdomsorganisationen Junge Gemeinde.

## Øgning af arbejdskvoterne
Med alt det in mente blev den øgning af arbejdskvoterne, som SED's centralkomité besluttede den 13. og 14. maj 1953, og som ministerrådet bekræftede den 28. maj, opfattet som en provokation. Arbejdskvoterne blev øget med ti procent frem til 30. juni, Ulbrichts 60-årsdag: arbejderne måtte arbejde ti procent mere for samme løn.

## Ny kurs
Samtidigt havde ledelsen i Sovjetunionen gjort sig sine tanker om situationen i DDR og udarbejdede i slutningen af maj "tiltag til forbedring af den politiske situation i DDR". En SED-delegation til Moskva fik meddelt tiltagene den 2. juni 1953. Ønsket fra enkelte SED-politikere om en lidt mere forsigtig og langsom kursændring blev bryskt afvist af den sovjetiske højkommissær i DDR, Vladimir Semjonov – som de facto var den østtyske ledelses overordnede. Han sagde, at "om 14 dage har I måske ikke længere en stat".
Den 11. juni blev politbureauets "nye kurs" offentliggjort i propagandaorganet Neues Deutschland. Enkelte tiltag for "opbyggelse af socialismen" havde man dog trukket tilbage. Bl.a. var der blevet givet afkald på skatte- og prisstigninger, håndværkere og selvstændige næringsdrivende kunne søge om at få deres virksomhed tilbage, alle fængslinger og domme skulle gennemgås og kampen mod Junge Gemeinde skulle indstilles. Tiltagene forbedrede situationen for middelklassen, mens arbejderne ikke opnåede begunstigelser. Forøgelsen af arbejdskvoterne blev ikke trukket tilbage og førte til utilfredshed blandt mange arbejdere.
Regimets kursændring blev ellers positivt modtaget af større dele af befolkningen. Samtidig blev den dog tolket som en falliterklæring fra SED-diktaturet, og befolkningen øjnede mulighed for at mere pres ville give flere indrømmelser. I de følgende dage kom de første protester og demonstrationer mod regimet, da man håbede at kunne komme den øgede arbejdskvote til livs gennem protester.
14. og 16. juni kom to artikler i de regimekontrollerede aviser Neues Deutschland og Tribüne som retfærdiggjorde øgningen af arbejdskvoterne. Artiklerne blev udløsende for protesterne som fulgte.

## Tirsdag 16. juni
Tirsdag den 16. juni nedlagde arbejderne arbejdet på to store byggepladser i Berlin. På begge byggepladser blev der dannet protesttog, som begav sig til Haus der Gewerkschaften og senere til regeringskontorerne i Leipziger Straße. Flere, særligt bygningsarbejdere, sluttede sig til protesterne.
Efter at fagforeningslederne havde nægtet at tale med arbejderne, fik demonstraterne foran regeringskontorerne i første omgang at vide, at politbureauet havde besluttet at trække øgningen af arbejdskvoterne tilbage. De oprindelige krav fra bygningsarbejderne udviklede sig imidlertid nu til politiske krav, og de protesterende forlangte at regeringen skulle gå af og krævede frie valg. Demonstrationstoget begav sig gennem den indre by og tilbage til byggepladsen. Demonstranterne opfordrede til en generalstrejke og bad folk møde op til en protestdemonstration på Straußberger Platz klokken otte næste morgen.
Allerede 15. juni rapporterede amerikansk radio i Berlin (RIAS) detaljeret om de første strejker. 16. juni berettede radioen udførligt om strejkerne og protesterne. 17. juni opfordrede formanden for den tyske fagforening i Vest-Berlin, Ernst Scharnowski, befolkningen i DDR til at danne "Straussberger-plasser overalt". Det medvirkede til, at protestbevægelsen spredte sig til hele DDR.

## Onsdag 17. juni
Om morgenen 17. juni udbrød opstand i hele DDR, 17. juni-opstanden. Arbejderne særligt i store virksomheder nedlagde arbejdet og dannede demonstrationstog, som samledes i centrum af de største østtyske byer. Under opstanden var vestlige medier endnu ikke klar over opstandens omfang. RIAS rapporterede næsten udelukkende om det, der skete i Berlin. Først senere blev Vesten klar over, at demonstrationer og strejker fandt sted i over 500 østtyske byer og landsbyer.
En række officielle bygninger blev indtaget af demonstranterne, deriblandt 34 politiske bygninger, mens ni fængsler, to Stasi-bygninger, otte politikontorer og fem folkepolitibygninger blev stormet. Mere end dobbelt så mange bygninger blev omringet.
Tyngdepunktet for protesterne lå i Berlin og i de traditionelle industriregioner omkring Halle. Antallet som deltog i protesterne er anslået til mellem 400.000 og 1,5 millioner. Protesterne skete meget spontant, og der fandtes hverken planlægning eller ledere.
De fleste protesterende var arbejdere, og længe blev opstanden i Vest-Tyskland betragtet først og fremmest som en arbejderopstand. Nyere forskning viser imidlertid, at også andre samfundslag og grupper var aktivt involveret i opstanden. Det som i udgangspunktet var en arbejderprotest blev til en bred opstand mod hele det kommunistiske diktatur i DDR.
Politiet var i begyndelsen rådvild over demonstrationen, og flere politifolk sluttede sig til de demonstrerende. Det kom imidlertid også til blodige sammenstød mellem de demonstrerende og politiet. DDR-regeringen flygtede til Karlshorst, hvor den blev beskyttet af den sovjetiske hær.
Kl. 14 blev en erklæring uddelt fra DDR's statsminister Otto Grotewohl. Her blev tilbagetrækningen af arbejdskvoteøgningen endnu engang bekræftet. Samtidig blev opstanden betegnet som "skabt af provokatører og fascistiske agenter for udenlandske, kapitalistiske magter". Han opfordrede "arbejdere og alle ærlige borgere" til at hjælpe med at slå opstanden ned og udlevere "disse provokatører" til DDR's myndigheder.

## Opstanden bliver slået ned
Sovjetunionen, der med enorme militærstyrker havde den reelle magt i DDR, reagerede med at erklære undtagelsestilstand i 167 af 217 kommuner i DDR. Kl. 13 blev undtagelsestilstanden annonceret i Berlin af den sovjetiske kommandant Pavel T. Dibrovka.
Sovjetiske T-34 kampvogne rykkede ind i Berlin, og en massakre på demonstranter fulgte.
De sovjetiske kampvogne fik styr på de fleste af protesterne allerede 17. juni, men andre fortsatte til midt i juli.
Umiddelbart efter opstanden fulgte en bølge arrestationer. Mere end 6.000 blev arresteret af Stasi, Den røde armé eller folkepolitiet og anklaget for at være "provokatører". De fleste blev imidlertid løsladt efter kortere tid, og senere strafforfølgelse var mindre omfattende. En grund var muligvis, at befolkningen havde stor sympati for de forfulgte, og DDR ikke ønskede at udløse en ny opstand gennem disse retsforfølgelser. Flere arresterede blev dog henrettet.

## Ofre
Hvor mange som døde under og efter opstanden er usikkert. I Vesten antog man, at 507 havde mistet livet, mens DDR-regeringen hævdede at tallet var 25. Nyere forskning har konkluderet, at mindst 125 døde.
Mindst 18 sovjetiske soldater blev henrettet for at have nægtet at skyde på demonstranter.[kilde mangler]
Et af de mest kendte ofre var en demonstrant, som blev kørt over af en sovjetisk kampvogn. Hændelsen blev filmet.

## Mindedag
17. juni var nationaldag i Vest-Tyskland fra 1954 til 1990, da 3. oktober (datoen for genforeningen) blev den nye officielle nationaldag. Siden 1990 har 17. juni været national mindedag i Tyskland.